# F.D.D.
Az F.D.D. Itó Kanako japán énekesnő kilencedik kislemeze, amely 2008. október 29-én jelent meg a Frontier Works kiadó jóvoltából.
A lemez címadó dala a Chaos;Head visual novel anime adaptációjának főcímdalaként hallható.
A lemez a huszonkilencedik helyen mutatkozott be a japán Oricon eladási listáján 3730 eladott példánnyal. A listán hat hetet töltött el és összesen 7764 példány kelt el belőle.

## Számlista
| CD (FVCG-1059) | CD (FVCG-1059)             | CD (FVCG-1059)   | CD (FVCG-1059)   | CD (FVCG-1059)  | CD (FVCG-1059) | CD (FVCG-1059) | CD (FVCG-1059) | CD (FVCG-1059) | CD (FVCG-1059) |
| #              | Cím                        | Dalszöveg        | Zene             | Hangszerelő     | Hossz          |                |                |                |                |
| -------------- | -------------------------- | ---------------- | ---------------- | --------------- | -------------- | -------------- | -------------- | -------------- | -------------- |
| 1.             | F.D.D.                     | Sikura Csijomaru | Sikura Csijomaru | Iszoe Tosimicsi | 4:17           |                |                |                |                |
| 2.             | Fly to the Sky             | Itó Kanako       | Osima Kószuke    | Osima Kószuke   | 5:24           |                |                |                |                |
| 3.             | F.D.D. (Off Vocal)         | –                | Sikura Csijomaru | Iszoe Tosimicsi | 4:17           |                |                |                |                |
| 4.             | Fly to the Sky (Off Vocal) | –                | Osima Kószuke    | Osima Kószuke   | 5:21           |                |                |                |                |
| 19:19          |                            |                  |                  |                 |                |                |                |                |                |

| 1. | F.D.D. videóklip | 4:17 |